# پوتین (غذا)
پوتین (در زبان فرانسوی: Poutine) یکی از غذاهای اصیل و سنتی استان کبک در کانادا است که از سیب‌زمینی سرخ‌کرده، دَلَمه پنیر و سس گریوی تهیه می‌شود.
پوتین نمادی از فرهنگ کِبکی به‌شمار می‌رود که افزایش شهرت آن باعث محبوبیت این غذا در سایر نقاط کانادا و نیز شمال ایالات متحده شده‌است. جشن‌های سالانهٔ پوتین در مونترآل، شهر کبک، دروموندویل و همچنین تورنتو، اتاوا، نیوهمپشایر و شیکاگو برگزار می‌شود. برخی پوتین را «غذای ملی کانادا» برمی‌شمارند، ولی برخی دیگر معتقدند که این عنوان نوعی تصاحب فرهنگی هویت ملی کِبکی است. پوتین ممکن است سالم‌ترین انتخاب در میان غذاها نباشد، اما در میان غذاهای فست‌فود، یکی از انتخاب‌های مورد علاقهٔ کانادایی‌ها به شمار‌می‌رود.
این روزها تنوع بسیاری در مواد اولیه و دستور پخت این غذا وجود دارد و برخی معتقدند که می‌توان پوتین را به عنوان گونه‌ای جدید از غذا، همچون ساندویچ‌ها و دامپلینگ‌ها دسته‌بندی کرد.

## دستور تهیه سنتی

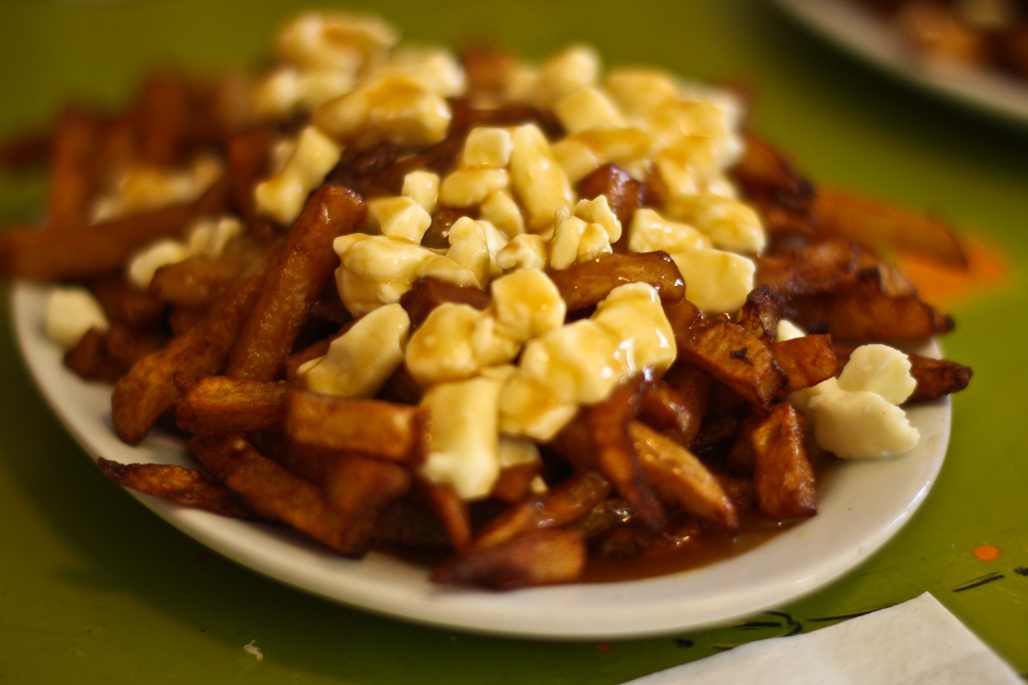
پوتین (غذا)

گونهٔ سنتی این غذا از سیب‌زمینی سرخ‌کرده، دَلَمه پنیر و سس گریوی تهیه‌ می‌شود. برای اینکه تردی سیب‌زمینی‌های سرخ‌کرده از بین نرود، دلمه‌‌های پنیر و سس گریوی درست پیش از سرو این غذا به بشقاب اضافه می‌شوند. یک پوتین خوب با تردی سیب‌زمینی‌ها، تازگی پنیر و قوام سس آن شناخته می‌شود. 
در صورت در دسترس نبودن دَلَمهٔ پنیر می‌توان از پنیر موتزارلا به عنوان جایگزین استفاده کرد، چنان‌که در منطقهٔ ساسکاچوان اغلب از پنیر موتزارلای رنده‌شده استفاده می‌شود. سیب‌زمینی شیرین نیز از آنجایی که دارای ویتامین‌ها و فیبر بیشتری است، می‌تواند به عنوان جایگزین سالم‌تری برای سیب‌زمینی استفاده شود.
انواع دیگری از پوتین نیز در منوی رستوران‌ها یافت می‌شود که معمولاً از مواد افزوده‌ای بر نوع سنتی این غذا در تهیهٔ آنها استفاده می‌شود، از جمله سوسیس، مرغ، بیکن، گوشت سرسینه و گوشت دودی مونترآلی.